# Cedarville (Arkansas)
Cedarville é uma cidade localizada no estado americano de Arkansas, no Condado de Crawford.

## Demografia
Segundo o censo americano de 2000, a sua população era de 1133 habitantes.
Em 2006, foi estimada uma população de 1214, um aumento de 81 (7.1%).

## Geografia
De acordo com o United States Census Bureau, a localidade tem uma área de 22,7 km², sem área coberta por água.

## Localidades na vizinhança
O diagrama seguinte representa as localidades num raio de 24 km ao redor de Cedarville.